# Rosalia breveapicalis
Rosalia breveapicalis là một loài bọ cánh cứng trong họ Cerambycidae.